# Joppa incerta
Joppa incerta är en stekelart som beskrevs av Cresson 1874. Joppa incerta ingår i släktet Joppa och familjen brokparasitsteklar. Inga underarter finns listade i Catalogue of Life.